# Georg Schlöndorff
Georg Schlöndorff (* 29. August 1931 in Wiesbaden; † 25. Dezember 2011) war ein deutscher Mediziner und Facharzt für Hals-Nasen-Ohrenheilkunde.

## Leben
Georg Schlöndorff war der älteste von drei Söhnen des Hals-Nasen-Ohren-Arztes Georg Schlöndorff senior, seine Mutter kam 1944 bei einem Küchenbrand ums Leben. Sein jüngerer Bruder ist der Filmregisseur Volker Schlöndorff und sein jüngster Bruder, Detlef Schlöndorff, war Ordinarius für Innere Medizin und ehemaliger Direktor am Klinikum der Universität München.
Georg Schlöndorff studierte Medizin und absolvierte seine Facharztausbildung zum Hals-Nasen-Ohrenarzt bei Hans Leicher an der Universität Mainz. Im Jahr 1959 promovierte er mit der Dissertation: Hypertonie und Binauraltest und wechselte danach zum Universitätsklinikum Bonn, wo er 1965 zum Oberarzt befördert wurde. 1969 habilitierte er sich dort bei Walter Becker. Nach einer kurzen Zwischenstation im Jahr 1972 als Chefarzt in einem Wiesbadener Krankenhaus folgte Schlöndorff 1973 einem Ruf an das Universitätsklinikum Aachen und übernahm als offizieller Nachfolger von Hugo Eickhoff die Chefarztstelle an der dortigen HNO-Abteilung und den Lehrstuhl für Hals-, Nasen- und Ohrenheilkunde. Nach seiner Emeritierung im Jahr 1996 war Schlöndorff weiterhin als niedergelassener Facharzt in Aachen tätig.
Während Schlöndorffs Zeit am Aachener Universitätsklinikum konnte auf seine Initiative hin die plastisch-rekonstruktive Chirurgie gefördert sowie die audiologische Arbeit in einem Schwerpunktzentrum ausgebaut werden. In Zusammenarbeit mit dem örtlichen Institut für Nachrichtentechnik der RWTH Aachen konnte Schlöndorff innerhalb von zwei Jahren einen neuen Sprachprozessor für das 1987 neu eingeführte Cochlea-Implantat-Verfahren entwickeln. Darüber hinaus befasste er sich auf dem Gebiet der Computerassistierten Chirurgie mit bildverarbeitenden Methoden zur präoperativen Planung und interoperativen Orientierung in der Kopfchirurgie, die später in der Orbitachirurgie, der Neurochirurgie, der Traumatologie des Mittelgesichts und auf die Brachytherapie von Tumoren im Kopf- und Halsbereich ausgeweitet wurde. Auch nach seiner Emeritierung bereicherte er dieses Spezialgebiet durch technische Innovationen wie beispielsweise den Einsatz des Computational Fluid Dynamics. Zudem war er an der Weiterentwicklung berührungslos messender Navigationssysteme auf Basis optischer Positionserfassung beteiligt und initiierte die grafische Darstellung mit drei orthogonalen Schnittebenen.

## Schriften (Auswahl)
- Georg Schlöndorff und Wolfgang Döring: Untersuchungen zur akustischen Struktur des Sprachschalls bei Oesophagussprechern, Westdeutscher Verlag, Opladen 1980.